# Adam Štech
Adam Štech (* 1980 Podbořany) je český výtvarník, který žije a tvoří v Praze.

## Život
V roce 1999 absolvoval Střední uměleckou školu grafickou v Jihlavě. V letech 2001–2008 studoval na Akademii výtvarných umění v Praze v ateliéru Jiřího Sopka a později Vladimíra Skrepla. Během studií na AVU získal Ateliérovou cenu a absolvoval uměleckou rezidenci v portugalském Bellas Artes. V roce 2011 obdržel Cenu kritiky za mladou malbu, kterou uděluje Sdružení výtvarných kritiků a teoretiků.

## Tvorba
Ve své tvorbě často propojuje různé výtvarné styly a historická období jako kubismus či expresionismus, která kombinuje s moderními prvky. Jeho postavy často dekonstruuje a posléze znovu skládá, ovšem již v jiném kontextu a s posunutým významem[ujasnit] Dlouhodobě se věnuje také českým tématům – např. vytvořil portréty všech porevolučních prezidentů. Od roku 2022 je ve veřejném prostoru k vidění jeho kubistická velkoplošná malba Václava Havla na štítové zdi bytového domu v Brně (ulice Milady Horákové 25), vytvořená v rámci projektu Městské galerie.
Vedle malby, kde se nejčastěji zaměřuje na figurální motivy, se věnuje také sochařství a sádrové mozaice. Ilustroval rovněž povídkovou knihu Krvavý Žižkov.

### Výstavy
Svá díla vystavuje v českých i zahraničních galeriích. Byl vybrán k účasti na skupinových výstavách, například Resetting – Jiné cesty k věcnosti (Galerie hlavního města Prahy, 2007–2008) či Motýlí efekt? (Galerie Rudolfinum, 2013), kde vystavoval  společně s Martinem Gerbocem, Jiřím Petrbokem, Danielem Pitínem a Lubomírem Typltem. V roce 2022 vystavil své dílo na výstavě Post Picasso v pařížské Galerii Mayoral u příležitosti 50. výročí od úmrtí Pabla Picassa.
K jeho samostatným výstavám patří Podle skutečné události (Galerie Václava Špály, 2019), Deviant Dichotomy (Ascaso Gallery Miami, 2022) či Adam Štech: houellebecq! v pražském Centru současného umění DOX (2024).
Štech je zastupován pražskou DSC Gallery.